# Предоставление автокефалии Православной церкви Украины
Предоставление автокефалии Православной церкви Украины — действия Константинопольского патриархата, направленные на создание единой поместной автокефальной Православной церкви Украины, — в ответ на обращения к нему в 2016 и 2018 годах государственной власти Украины, неканонических Украинской православной церкви Киевского патриархата и Украинской автокефальной православной церкви, а также как минимум одного архиерея Украинской православной церкви (Московского патриархата).
Московский патриархат, полагающий Украину частью своей канонической территории, осудил эти действия и 15 октября 2018 года разорвал евхаристическое общение с Константинопольским патриархатом.
6 января 2019 года на Фанаре (Стамбул) Православная церковь Украины получила от Константинопольского патриархата томос о предоставлении ей автокефалии.

## Предыстория
С 1921 года на территории Украинской ССР действовал Украинский экзархат Московского патриархата, который с 1966 года возглавлял архиепископ Киевский и Галицкий Филарет (Денисенко). В 1990 году Украинский экзархат был преобразован в «независимую и самостоятельную в своём управлении» Украинскую православную церковь в составе Московского патриархата. Её предстоятелем стал митрополит Киевский и всея Украины Филарет (Денисенко).
В конце 1980-х годов на территории УССР в результате политики «перестройки» и общей либерализации политической жизни произошло резкое обострение церковно-политической ситуации. В особенности это коснулось западноукраинских областей, где на волне растущих национал-сепаратистских настроений началось возрождение греко-католицизма (УГКЦ) и автокефалистских религиозных общин (УАПЦ), что привело к массовому переходу клириков и мирян из канонической православной церкви в УГКЦ и УАПЦ, стихийному захвату собственности и имущества РПЦ на Западной Украине, разгрому православных епархий.
24 августа 1991 года Верховный Совет УССР объявил о выходе из состава СССР. Сохранившие господствующее положение в руководстве независимой Украины представители бывшей партийной номенклатуры, разделившие власть с западноукраинскими националистическими деятелями, повели страну к разрыву с Россией во всех сферах, в том числе и церковной. Первый президент независимой Украины Леонид Кравчук решил добиваться создания независимой поместной украинской православной церкви, которая бы находилась вне юрисдикции Москвы, путём поддержки автокефального статуса для канонической УПЦ. Митрополит Филарет, прежде выступавший против полной автокефалии Украинской Церкви, к осени 1991 года стал активным её сторонником.
В ноябре 1991 года Собор УПЦ обратился к Московскому патриархату с просьбой о даровании Украинской церкви автокефалии, что, по мнению Собора, должно было «способствовать укреплению единства Православия на Украине, содействовать ликвидации возникшего автокефального раскола, противостоять униатской и католической экспансии, служить примирению и установлению согласия между враждующими ныне вероисповеданиями, сплочению всех национальностей, проживающих на Украине, и тем самым вносить вклад в укрепление единства всего украинского народа».
После того, как весной 1992 года на Архиерейском соборе в Москве большинство архиереев УПЦ отказались от подписей под этим обращением, митрополит Филарет с частью священнослужителей и прихожан покинул Московский патриархат, образовав Украинскую православную церковь Киевского патриархата (УПЦ КП), глава которой стал именоваться «Патриарх Киевский и всея Украины» (в 1995 году Филарет сам занял этот пост). Русская православная церковь и все другие поместные православные церкви, включая Константинопольскую, не признали УПЦ КП. Судебным деянием Архиерейского собора РПЦ в июне 1992 года Филарет был лишён сана, а впоследствии подвергнут анафеме.
12 июня 2007 года ІІ Всеукраинский церковно-общественный форум «За Украинскую поместную православную церковь» принял письмо-обращение к патриарху Константинопольскому Варфоломею с просьбой признать Украинскую православную церковь Киевского патриархата как «Поместную и автокефальную церковь Украины».
Вопрос создания на Украине единой поместной церкви обсуждался 26 июня 2007 года на встрече в Стамбуле Варфоломея I и президента Украины Виктора Ющенко.
21 мая 2008 года состоялась официальная встреча патриарха Филарета с делегацией Константинопольского патриархата во главе с митрополитом Галльским Эммануилом (Адамакисом).
По сообщениям киевской прессы, в июле 2008 года, в преддверии визита Варфоломея I, секретариат Виктора Ющенко взял на себя инициативу организовать переговоры между Филаретом, Варфоломеем и патриархом Московским Алексием II, которые должны были прибыть на празднование 1020-летия Крещения Киевской Руси; сообщалось, что украинская сторона могла предложить Варфоломею принять УПЦ (Киевского патриархата) в лоно Константинопольского патриархата на правах митрополии, для чего было бы необходимо аннулировать грамоту о передаче Киевской митрополии Московскому патриархату, данную Вселенским патриархом Дионисием IV в 1686 году. Сообщения вызвали тревогу в руководстве УПЦ (Московского патриархата). В пресс-офисе Константинопольской патриархии газете «Сегодня» в связи с этим заявили: «Его Святейшество Варфоломей прибудет в Киев лишь для того, чтобы провести торжественную литургию совместно с патриархом Московским Алексием II и другими приглашёнными на празднование Крещения Руси священнослужителями. Других целей у визита нет». В итоге Вселенский патриарх Варфоломей отказался признавать каноничность УПЦ КП, и встреча с Филаретом не состоялась.
Накануне Всеправославного собора, 16 июня 2016 года, Верховная рада Украины приняла постановление № 1422-VIII «Об Обращении Верховной Рады Украины к Его Святейшеству Варфоломею, Архиепископу Константинополя и Нового Рима, Вселенскому Патриарху о предоставлении автокефалии Православной Церкви на Украине». В этом обращении Верховная рада просила Вселенского патриарха:
- признать недействительным акт 1686 года на основании того, что он был принят с нарушением священных канонов Православной церкви;
- принять участие в преодолении последствий церковного разделения путём созыва под эгидой Вселенского патриархата Всеукраинского объединительного собора с целью решения всех спорных вопросов и объединения украинского православия;
- выдать томос об автокефалии Православной церкви на Украине.

В июле 2016 года полномочный представитель Константинопольской церкви архиепископ Телмисский Иов (Геча), имевший 28 июля 2016 года встречу с президентом Украины, заявил, среди прочего, для украинских СМИ: «<…> после того, как Верховная рада Украины обратилась в Константинопольский патриархат с просьбой предоставить каноническую автокефалию, эта просьба была рассмотрена на последнем Синоде, и Синод решил отдать этот вопрос комиссии для серьёзного, надлежащего изучения этой проблемы. <…> Новая волна автокефалий всегда была в ответ на политические обстоятельства — создание нового государства или новой империи».

## Ход событий

### Обращение к патриарху Варфоломею

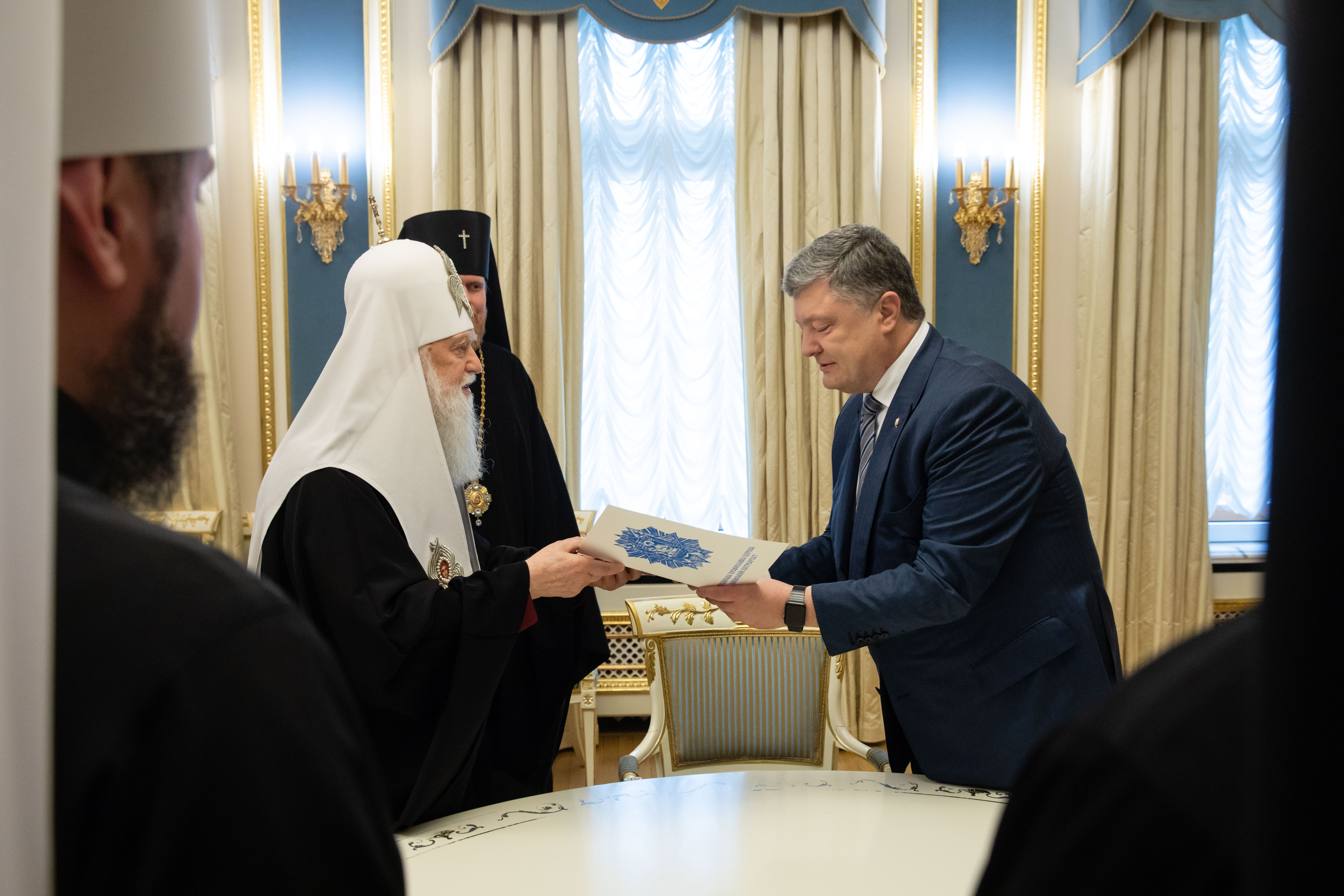
Вручение подписей патриархом Филаретом президенту Украины Петру Порошенко для передачи Вселенскому патриарху, 18 апреля 2018

9 апреля 2018 года президент Украины Пётр Порошенко в ходе визита в Турцию встретился со Вселенским патриархом Варфоломеем I и, как он позднее заявил, получил от патриарха заверения в том, что при наличии соответствующих к нему обращений автокефалия будет дана. 18 апреля Порошенко провёл встречу с предстоятелями УПЦ КП, УАПЦ, УПЦ МП, на которой иерархи УПЦ КП и УАПЦ подписали обращения к Вселенскому патриарху Варфоломею о предоставлении томоса об автокефалии. Кроме того, согласно заявлению митрополита УПЦ МП Софрония (Дмитрука), сделанному в мае 2018 года, он тоже подписал обращение к патриарху Варфоломею, как и, по его сведениям, ещё один архиерей УПЦ МП, а поддержало это обращение до десяти епископов УПЦ МП. Выступая в Верховной раде на следующий день, Порошенко заявил, что вопрос автокефалии Украинской церкви есть «вопрос национальной безопасности и нашей обороны в гибридной войне, потому что Кремль рассматривает РПЦ как один из ключевых инструментов влияния на Украину». Заместитель главы Администрации президента Украины Ростислав Павленко 20 апреля посетил Стамбул и передал патриарху Варфоломею обращение президента Украины, постановление Верховной рады Украины и обращения от иерархов о предоставлении томоса об автокефалии.
По утверждению уполномоченного президента Украины по делам крымскотатарского народа Мустафы Джемилева, представители крымскотатарского народа также участвовали в этом процессе — они «системно работали и объясняли [президенту Турции] Эрдогану, как важно для Украины и крымских татар, чтобы в Украине была независимая поместная православная церковь».
20 апреля Синод Вселенского патриархата принял решение «приступить к предпринятию шагов, потребных для дарования автокефалии православным христианам Украины». 27 июля представители Константинопольского патриархата в Киеве передали президенту Порошенко послание, в котором говорилось о единстве украинского православия и будущей автокефалии. Летом 2018 года Вселенский патриархат публично заявил, что полагает Украину своей канонической ответственностью, а претензии Московского патриархата на эту территорию — неправомерными.
В августе Порошенко заявлял:
Не может быть свободным тело, когда душа — в плену. Пусть сегодня нас услышат в Константинополе, в Москве и Ватикане. Мы твёрдо намерены разрубить последний узел, которым империя отчаянно пытается нас привязать к себе. Мы полны решимости положить конец противоестественному и неканоническому пребыванию значительной части нашего православного сообщества в зависимости от русской церкви. Церкви, которая освящает гибридную войну Путина против Украины, которая день и ночь молится за русскую власть и за войско — тоже русское.

31 августа Патриарх Московский и всея Руси Кирилл встречался с патриархом Варфоломеем в Фанаре, однако эта встреча выявила отсутствие взаимопонимания по украинскому вопросу.
1 сентября, открывая Архиерейский собор своей церкви в Стамбуле, патриарх Варфоломей заявил, что «Вселенский патриархат несёт ответственность за установление церковного и канонического порядка, поскольку только он имеет каноническую привилегию <…> для выполнения этой высшей и исключительной обязанности <…> Если Вселенский патриархат откажется от своей ответственности и уйдёт с межправославной сцены, то поместные церкви будут действовать „как овцы без пастыря“».
Он сказал также, что, учитывая прошение украинских властей, а также многочисленные обращения Киевского «патриарха» Филарета с просьбой вынести решение по его делу, «Вселенский патриархат взял на себя инициативу по решению проблемы в соответствии с полномочиями, предоставленными ему священными канонами и юрисдикционной ответственностью над епархией Киева».

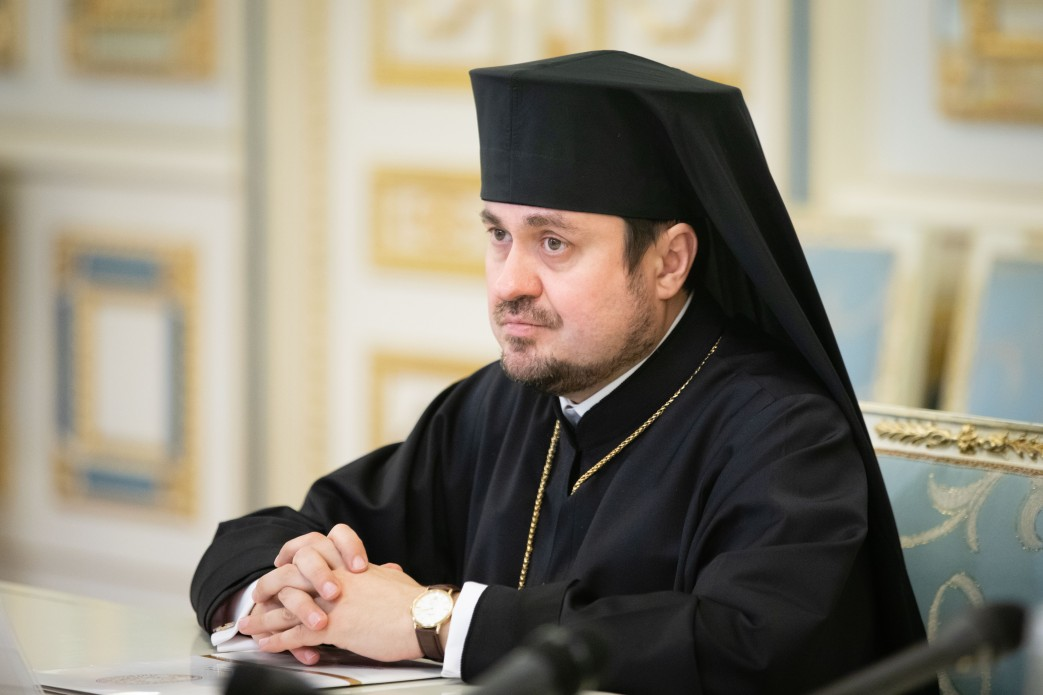
Экзарх Иларион (Рудник) на встрече с президентом Украины Петром Порошенко 17 сентября 2018 года, Киев

### Вопрос о статусе Филарета Денисенко
7 сентября 2018 года, по сообщению представительства Константинопольского патриархата при Всемирном совете церквей, «в рамках подготовки решения о предоставлении независимости православной церкви на Украине» Константинопольский патриархат назначил в Киев двух экзархов — архиепископа Памфилийского Даниила (Зелинского) (США) и епископа Эдмонтонского Илариона (Рудника) (Канада). Украинская православная церковь Киевского патриархата, подчеркнув, что в 2015 году во время переговоров об объединении православных церквей на Украине оба епископа уже выполняли обязанности представителей Варфоломея, указала, что приветствует «это решение Вселенского патриарха и ожидает плодотворного сотрудничества с экзархами преосвященными архиепископом Даниилом и епископом Иларионом в подготовке к предоставлению автокефалии православной церкви на Украине, как это было раньше обусловлено».
Прибыв в Киев, совершая поездки по епархиям и общаясь с епископами различных православных юрисдикций, экзархи Константинопольского патриарха пытались разобраться в церковной ситуации на Украине и подготовить условия для создания единой поместной церкви. Несмотря на сугубо непубличный характер их деятельности, от кругов, близких к руководству УПЦ КП и к Администрации президента, стало известно, что одним из центральных вопросов, решение которого они пытались найти, стала «проблема Филарета».
После того, как в 1997 году Русская православная церковь наложила анафему на «бывшего Киевского митрополита Филарета», Константинопольский патриарх Варфоломей неоднократно делал заявления, которые невозможно было интерпретировать иначе, как фактическое признание этого акта. Ни иерархи Константинопольского патриархата, ни епископы других православных церквей не поддерживали церковного общения ни с патриархом Филаретом, ни с другими архиереями Киевского патриархата, который он возглавлял. В результате укоренившейся в мировом православии негативной (раскольнической) репутации Филарета патриарх Варфоломей счёл крайне нежелательным его избрание в качестве предстоятеля создаваемого на Украине нового церковного объединения, поскольку к такому объединению вряд ли бы присоединились архиереи УАПЦ, не говоря уже о сторонниках автокефалии из УПЦ Московского патриархата.
Решением этой проблемы могло бы стать принятие Филарета в общение с Константинопольским патриархатом через процедуру покаяния, тогда как епископам, рукоположенным в УПЦ КП и УАПЦ, в новой религиозной структуре предстояло пройти новые рукоположения либо обряд «восполнения» совершенных ранее рукоположений, тогда как епископы УПЦ МП могли бы присоединиться к новой церкви без всяких специальных обрядов. При таком решении в перспективе можно было бы рассчитывать на облегчение признания новой структуры другими поместными церквями. Во главе её должен был стать не раскольник Филарет, а другой иерарх — в идеале, один из иерархов УПЦ МП.
Возобладал, однако, иной подход, предполагавший принятие в состав новой структуры всех желающих епископов из УПЦ КП, УАПЦ и УПЦ МП без процедуры покаяния и повторных рукоположений. Но и этот подход предполагал удаление патриарха Филарета от активного церковного служения.

### Отмена соборной грамоты 1686 года
Исследование истории украинского вопроса и подготовка соответствующего доклада были поручены епископу Христупольскому Макарию (Гриниезакису), викарию Таллинской митрополии, клирику Эстонской апостольской православной церкви в составе Константинопольского патриархата.
В конце сентября Вселенская патриархия обнародовала доклад «Вселенский престол и Украинская Церковь. Говорят документы», посвящённый обоснованию тезиса, что Константинопольский патриархат никогда не передавал свою Киевскую митрополию в подчинение Московскому патриархату, а лишь дозволил Московскому патриарху, по икономии, рукополагать (поставлять) киевского митрополита.
9—11 октября состоялось заседание Синода Константинопольского патриархата, по итогам которого было сделано следующее сообщение:

1. Подтвердить уже принятое решение о том, что Вселенский Патриархат приступил к предоставлению автокефалии Церкви Украины.
2. Восстановить на сегодняшний день Ставропигию Вселенского Патриарха в Киеве, одну из его многих ставропигий в Украине, которые всегда там существовали.
3. Принять прошения об апелляции от Филарета Денисенко, Макария Малетича и их последователей, которые оказались в схизме не из догматических причин, — в соответствии с каноническими прерогативами Константинопольского патриарха получать такие обращения от иерархов и других священнослужителей всех автокефальных Церквей. Таким образом, упомянутые выше лица были канонически восстановлены в своём епископском и священническом сане, также было восстановлено общение их верных с Церковью.
4. Отменить обязательства Синодального письма 1686 года, выданного при обстоятельствах того времени, которое давало в порядке икономии право Патриарху Московскому рукополагать Киевского митрополита, избранного собором духовенства и верующих его епархии, который должен был поминать Вселенского Патриарха как своего Первоиерарха на любом богослужении, провозглашая и подтверждая свою каноническую зависимость от Матери-Церкви Константинополя.
5. Обратиться ко всем вовлечённым сторонам с призывом воздерживаться от захвата церквей, монастырей и другого имущества, а также от любых иных насильственных действий и мести, чтобы побеждали мир и любовь Христа.

Таким образом, Синод Вселенского патриархата в Константинополе во главе с патриархом Варфоломеем снял с Филарета анафему, наложенную на него Архиерейским собором Русской православной церкви, объявив, что признаёт его канонический статус как архиерея, но не патриарха и признал недействительным решение о переходе Киевской митрополии под юрисдикцию Московского патриархата. Президент Украины Пётр Порошенко приветствовал решение Синода Вселенского патриархата, заявив, в частности, что оно означает «падение Третьего Рима как древнейшей концептуальной заявки Москвы на мировое господство».

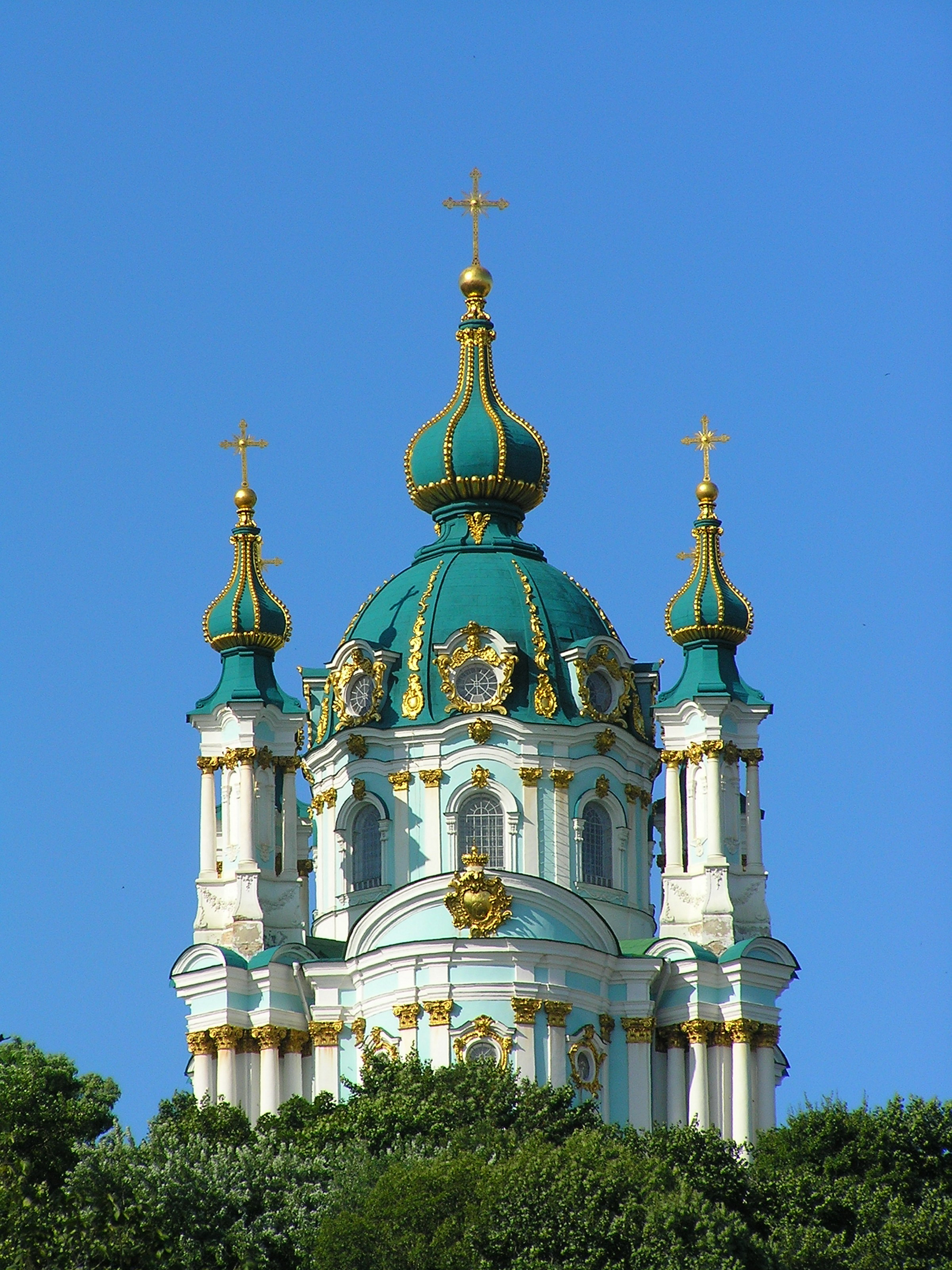
Андреевская церковь в Киеве, в октябре 2018 года законодательно переданная Вселенскому патриархату в постоянное пользование

В ответ на это 15 октября 2018 года Священный синод Русской православной церкви принял решение о разрыве евхаристического общения с Константинопольским патриархатом.

#### Разъяснения представителей Константинопольского патриархата
Вскоре после решений Синода Вселенского патриархата от 11 октября епископ Макарий (Гриниезакис), викарий Таллинской митрополии, дал разъяснения принятых решений: 
<…> отныне Филарет и Макарий являются каноничными иерархами Церкви и имеют каноничный архиерейский сан. То же самое, конечно, относится и к их другим епископам, духовенству и мирянам, которые воспринимали от них священные таинства. <…> Вселенский Патриархат применил своё каноническое право, изучил соответственные обращения Филарета и Макария и нашёл, что на благо Церкви и украинского народа, поскольку отсутствуют догматические различия, должно восстановить в сане епископов, подвергнутых наказанию. <…> Мы бы узаконили раскол, если бы сказали Филарету и Макарию: «Идите в Православную Церковь, и мы признаем вас как патриархов и архиепископов». Но было не так. <…> Патриарху Варфоломею и Синоду удалось объединить две раскольнические группы, восстановить их в каноничности без запросов со стороны этих организаций относительно должностей и почестей. <…> Решение об автокефалии Украины принято. Это было сложнее всего. Томос — второй шаг, и это не так трудно. Томос — это завершение данного решения, иным словом — «засвидетельствование». В нужное время и томос будет предоставлен. Патриарх Варфоломей ведёт дело и сделает всё в своё время.

2 ноября 2018 года были опубликованы подробные разъяснения представителя Константинопольского патриархата при Всемирном совете церквей архиепископа Иова (Гечи), который, в частности, заявил, что 
Отменой акта 1686 года отменена администрация Московской церковью Киевской митрополии и всех епархий в Украине. С канонической точки зрения это означает, что сегодня в Украине УПЦ МП больше не существует. Все архиереи теперь в Украине, согласно этому решению синода, де-факто являются архиереями Вселенского престола, и они теперь должны ждать директиву Вселенского патриархата относительно своего дальнейшего функционирования и существования в перспективе предоставления автокефалии Православной церкви в Украине.

 Иов исключил также возможность параллельного существования УПЦ МП и автокефальной украинской церкви (по аналогии с компромиссом, достигнутым в Эстонии):
<…> на одной территории не может быть двух параллельных церквей. Если будет так, как некоторые могут высказываться, — что кто не захочет украинской автокефалии, может остаться как Русский экзархат или непонятно что, — это просто антиканонично.
 Он заявил также, что хотя Константинополь надеется на мирное урегулирование ситуации, но если это не произойдёт «в течение долгого времени», то в отношении самого Московского патриархата «Вселенский престол, конечно, будет вынужден принимать определённые решения»:
Патриарший статус ей [Русской православной церкви] был дан в XVI веке Вселенским патриархом Иеремией ІІ, и в этом документе ясно сказано, что московскому архиерею даётся право называть себя патриархом при том, что он должен признавать Константинопольского патриарха как своего главу <…> Некоторые канонисты считают, что, поскольку эти новые патриархаты, новые автокефалии были созданы Вселенским патриархатом, то в определённый момент, если Вселенский патриархат посчитает это нужным, он может и отменить этот статус.

### Перед объединительным собором

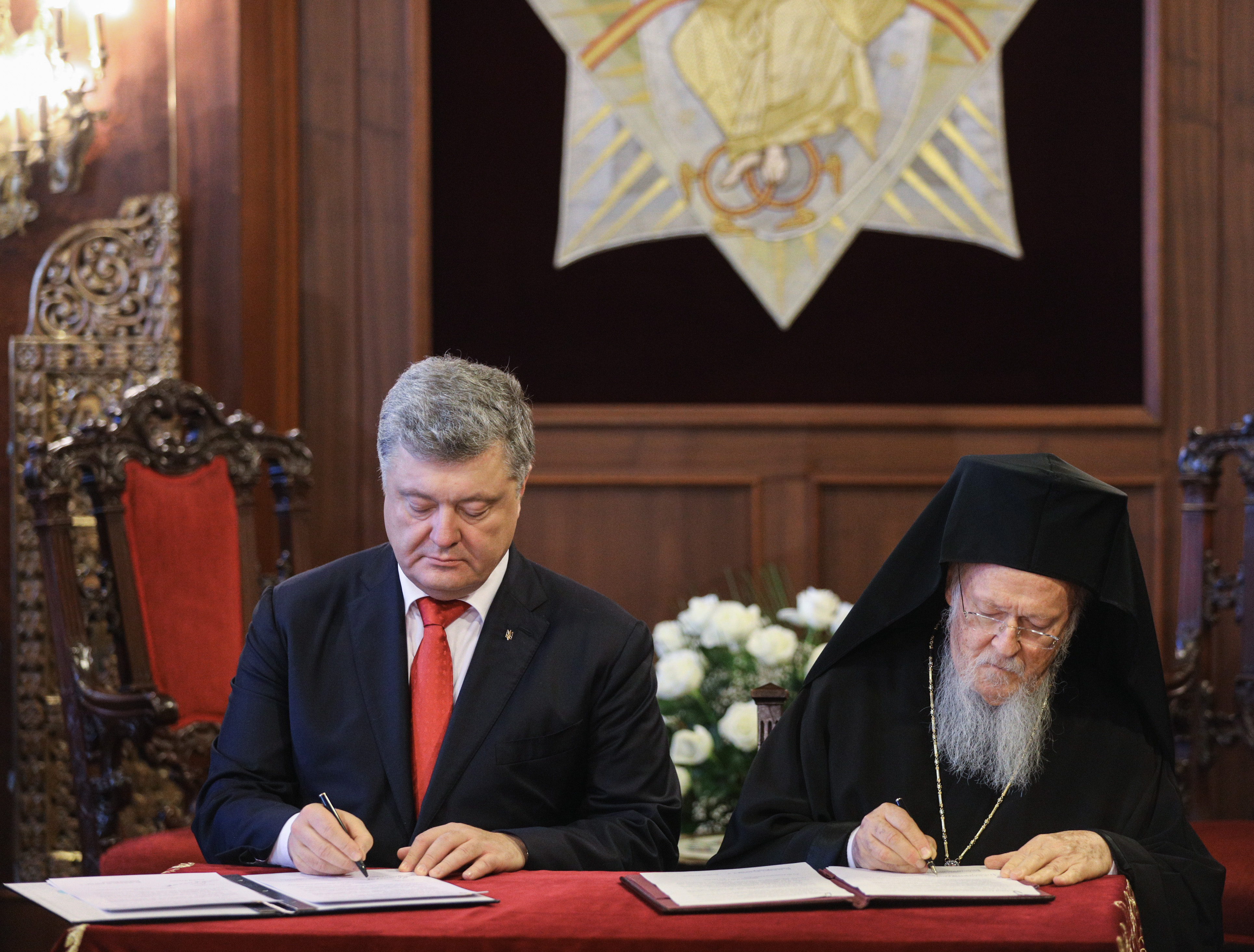
Подписание Соглашения
«О сотрудничестве и взаимодействии между Украиной и Вселенским Константинопольским Патриархатом». Стамбул, Турция,
3 ноября 2018 года

Однако уже во второй половине октября стало очевидно, что «проблема Филарета» не решена. Патриарх Филарет заявил, что «был, есть и остаётся патриархом». Это заявление осложнило созыв собора, на котором должна была быть создана новая церковь. В ноябре в Киев прибыл личный представитель патриарха Варфоломея митрополит Галльский Эммануил, который, встретившись с Филаретом, дал понять, что получение томоса об автокефалии возможно только на условии письменного отказа Филарета от претензий на статус предстоятеля в новой церкви. Патриарх Филарет вынужден был подписать такую бумагу, но внёс в неё пожелание о том, чтобы новую церковь возглавил митрополит Переяславский и Белоцерковский Епифаний (Думенко).
Тем временем 3 ноября 2018 года в Стамбуле президент Украины Пётр Порошенко заключил соглашение о сотрудничестве и взаимодействии Украины со Вселенским патриархатом. Текст соглашения не публиковался, его содержание не раскрывалось. Выступая 7 ноября в Киеве на Международной конференции высокого уровня «Уроки гибридного десятилетия: что нужно знать для успешного движения вперед», Пётр Порошенко заявил, что подписанное соглашение — документ в поддержку создания единой Поместной православной церкви в стране; он также потребовал прекращения вмешательства в дела Украины и её церкви со стороны российского государства, элементом которого, по его мнению, является Русская православная церковь.
10 ноября украинские СМИ сообщили, что предстоятели УПЦ КП и УАПЦ в письмах патриарху Варфоломею подтвердили своё согласие не выдвигать свои кандидатуры на пост предстоятеля единой автокефальной церкви.
13 ноября в Киево-Печерской лавре прошёл Собор епископов УПЦ (МП), который принял решение, что епископы, духовенство и миряне УПЦ не будут участвовать в создании автокефальной церкви Украины. Единственным архиереем, не подписавшим постановление Собора, был митрополит Винницкий Симеон (Шостацкий), который для СМИ объяснил свою позицию принципиальным несогласием с рядом положений постановления Собора. Позже в тот же день на встречу с президентом Порошенко прибыли три архиерея УПЦ: митрополит Александр (Драбинко), митрополит Симеон (Шостацкий) и архиепископ Филарет (Зверев) (приглашался весь епископат УПЦ). О намерении участвовать в объединительном соборе, на котором должна быть образована автокефальная церковь, заявил в интервью Би-би-си митрополит Черкасский и Каневский УПЦ Софроний (Дмитрук), который также сказал, что постановление Собора УПЦ от 13 ноября о разрыве общения с Константинопольской церковью неправомочно. В то же время архиепископ Новокаховский Филарет (Зверев) заявил, что, вопреки мнению журналистов, не намерен уходить из УПЦ в создаваемую Константинополем церковь. Управляющий делами УПЦ митрополит Антоний (Паканич) прокомментировал встречу Порошенко с некоторыми архиереями УПЦ: «Само событие ничего не меняет. Потому что нашей Церковью было принято соборное решение, которое обязательно для исполнения всеми верными Украинской Православной Церкви. Это касается и епископата, и духовенства, и мирян. В этом решении сказано конкретно, что принимать участие в так называемом „объединительном Соборе“ никто из нас не может. <...> Всё, что идёт вразрез с каноническими правилами и теми решениями, которые приняты Украинской Православной Церковью, будет оценено как каноническое нарушение, за которым последует соответствующее дисциплинарное взыскание».
19 ноября главный секретариат Священного синода Константинопольского патриархата известил, что точная дата «Святого Собора Православной Церкви Украины» будет утверждена и объявлена Священным синодом на заседании 27—29 ноября. Прошедший 27—29 ноября Синод Вселенского патриархата «подготовил проект устава Украинской Церкви». Президент Украины Пётр Порошенко сообщил, что Синод утвердил текст томоса о предоставлении независимости Украинской церкви. Синод не объявил о дате предстоящего собора церкви Украины; Порошенко заявил в телеобращении, что дату собора в ближайшее время объявит Вселенский патриарх Варфоломей.
5 декабря Порошенко сообщил, что «объединительный Собор, который должен провозгласить создание автокефальной поместной православной церкви в Украине», утвердить её устав и избрать её предстоятеля, состоится 15 декабря в Киеве, в соборе Святой Софии; приглашения принять участие в соборе патриарх Варфоломей направил всем иерархам УПЦ КП, УАПЦ и УПЦ МП, включая предстоятеля УПЦ митрополита Онуфрия.
7 декабря Священный синод Украинской православной церкви под председательством митрополита Онуфрия заявил, что патриарх Константинопольский не имеет права созывать какое-либо собрание в Украине. Синод отметил, что никто не уполномочен представлять Украинскую православную церковь на таком собрании. Синод выразил обеспокоенность «многочисленными случаями давления» на епископов УПЦ «с целью заставить их принять участие в так называемом объединительном соборе». СБУ ранее сообщала, что в помещениях, принадлежащих УПЦ МП, были проведены обыски в рамках дела о разжигании религиозной розни (ст. 161 Уголовного кодекса Украины).
По сообщению Информационно-просветительского отдела УПЦ 8 декабря 2018 года, митрополит Онуфрий и ряд других епископов УПЦ вернули приглашения патриарха Варфоломея обратно отправителю. Митрополит Запорожский и Мелитопольский Лука (Коваленко) написал ответное письмо в Константинополь, в котором назвал предстоящий Собор «советом нечестивых». Письмо не содержит общепринятого официального обращения к адресату, Варфоломей назван в нём «верноподданным Турецкой республики».
13 декабря патриарх Филарет созвал собор епископов УПЦ КП, на котором потребовал, чтобы митрополит Епифаний был признан единым кандидатом от Киевского патриархата в предстоятели новой церкви. Большинством голосов такое решение было принято, но не менее десятка епископов УПЦ КП голосовали против.

### Объединительный собор

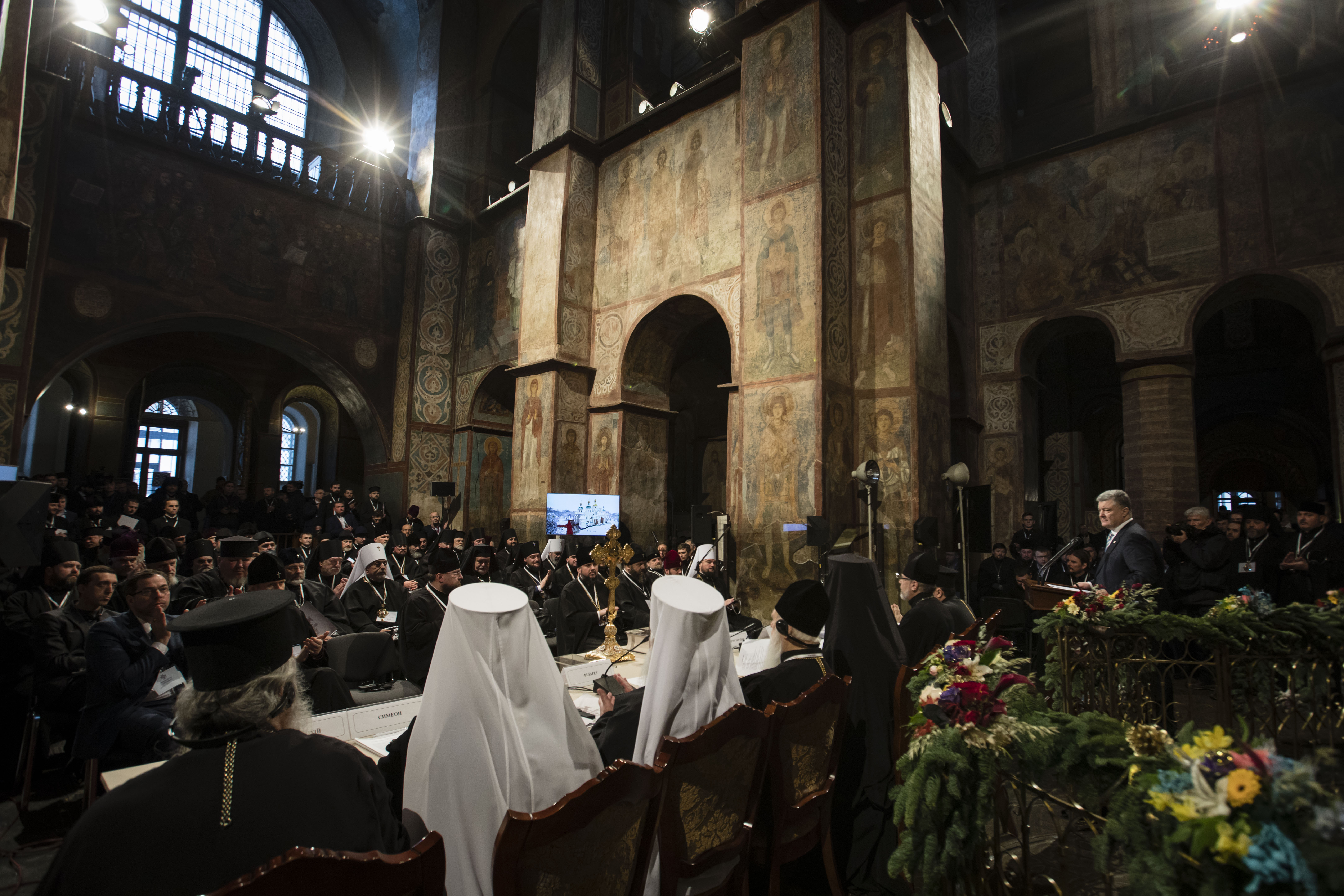
Объединительный собор в соборе Святой Софии. Киев, Украина, 15 декабря 2018 года

15 декабря в киевском соборе Святой Софии состоялся собор, в котором, по сообщениям СМИ, приняло участие 192 человека, треть из которых епископы, треть — священники и треть — монахи или миряне. Большинство участников были из УПЦ КП, участвовали и два епископа УПЦ МП — митрополит Винницкий и Барский Симеон (Шостацкий) и митрополит Переяслав-Хмельницкий и Вишневский Александр (Драбинко). Перед собором выступил президент Украины Петр Порошенко.
По данным источника РБК-Украина, перед началом собора УПЦ КП и УАПЦ по требованию митрополита Эммануила Галльского приняли официальное решение о самороспуске. Патриарх Филарет до последнего на это не соглашался, требуя гарантий, что предстоятелем ПЦУ будет избран его ставленник митрополит Епифаний. По свидетельству участников собора, патриарх Филарет подписал решение о самороспуске УПЦ КП лишь после того, как лично Пётр Порошенко уговорил конкурировавшего с Епифанием митрополита Луцкого и Волынского Михаила (Зинкевича) снять свою кандидатуру.
Собор проходил в закрытом режиме. Рабочим языком на соборе был английский, обеспечивался синхронный перевод на украинский.
Голосование по выборам предстоятеля проходило в два тура, при этом во втором туре право голоса имели 66 представителей духовенства. По итогам тайного голосования предстоятелем, с титулом митрополита Киевского и всея Украины, был избран представитель УПЦ КП, митрополит Переяславский и Белоцерковский Епифаний (Думенко), получивший 37 голосов, в то время как его ближайший конкурент Симеон (Шостацкий) — 29. Голосование проходило в закрытом режиме.
После окончания собора главный секретариат Священного синода Константинопольской православной церкви сообщил, что Вселенский патриархат «с Божьей славой, радостью и удовольствием объявляет об успешном завершении работы объединяющего Синода (Собора)», а патриарх Константинопольский Варфоломей I благословил митрополита Епифания и пригласил его в Константинополь для совместного отправления божественной литургии на Фанаре и получения томоса об автокефалии 6 января 2019 года.
Председатель отдела внешних церковных связей Московского патриархата Иларион (Алфеев) сравнил поступок епископов УПЦ МП, принявших участие в соборе, с предательством Иуды Искариота. Его заместитель протоиерей Николай Балашов отметил, что «для нас это событие ровно ничего не означает», поскольку это было «неканоническое собрание лиц, отчасти имеющих, а большей частью — не имеющих законной архиерейской хиротонии под общим руководством мирянина и главы государства, а также приезжего человека, ничего не понимающего на местном языке», которое «избрало неканонического „архиерея“ таким же неканоническим „предстоятелем“».

### Томос об автокефалии
5 января 2019 года в Георгиевском соборе на Фанаре патриарх Константинопольский Варфоломей подписал свидетельство об автокефалии ПЦУ (томос). Официальная передача томоса предстоятелю ПЦУ митрополиту Епифанию состоялась 6 января.
Позднее, в мае 2019 года, Филарет Денисенко, недовольный своим отстранением от руководства новой церковью, заявил о своём непризнании томоса, заявив, что томос предусматривает зависимое положение ПЦУ от Константинопольского патриархата, указав, в частности, на получение мира «из Константинополя, из Стамбула» и предусмотренный томосом переход структур УПЦ КП в украинской диаспоре в юрисдикцию Константинопольского патриархата.
14 июля 2019 года Константинопольский патриархат в специальном сообщений для прессы в связи с обвинениями, сделанными высшим руководством УПЦ (Московский патриархат), заявил: «Утверждения или информация от кого бы то ни было о том, что Вселенский Патриархат, чтобы предоставить Томос о автокефалии Православной Церкви Украины, якобы просил и получил или требовал возмещения в какой бы то ни было форме, финансовой или иной, от политических или церковных лиц, являются абсолютно лживыми, необоснованными и клеветническими. В то же время такие обвинения крайне оскорбительны для Матери-Церкви Константинополя, от которой получили автокефалию по аналогичной процедуре девять поместных Церквей, включая и Московскую. <…> новая Автокефальная Православная Церковь Украины полностью самоуправляема и обладает абсолютной свободой управлять своими внутренними делами посредством обсуждений и принятия решений её Священным Синодом».

## Реакция на события

### Отношение православных церквей на Украине
Весной 2018 года с идеей создания единой автокефальной церкви выступили не имеющие канонического признания Украинская православная церковь Киевского патриархата и Украинская автокефальная православная церковь, а также (в индивидуальном порядке) часть клира Украинской православной церкви в составе Московского патриархата (митрополиты Александр (Драбинко), Софроний (Дмитрук), Симеон (Шостацкий), архиепископ Филарет (Кучеров), архимандрит Кирилл (Говорун), протоиерей Георгий Коваленко и др.). Украинская автокефальная православная церковь (обновлённая) (самоназвание — Харьковско-Полтавская епархия Украинской автокефальной православной церкви), находящаяся в процессе объединения с Украинской грекокатолической церковью, и Украинская автономная истинно-православная церковь также положительно оценили возможность предоставления томоса об автокефалии.
Украинская православная церковь, входящая в состав Московского патриархата, не направляла Константинополю просьб о предоставлении автокефалии православной церкви на Украине и выступила против вмешательства государства в данный вопрос, считая такого рода инициативы президента и Верховной рады «превышением власти, а также вмешательством в церковные дела». Церковь выступила против предоставления автокефального статуса какой-либо параллельной ей юрисдикции и видит «путь к восстановлению церковного единства и к возможному автокефальному статусу» лишь «через возвращение тех, кто отошёл», в её состав. В сентябре 2018 года Синод УПЦ МП призвал Вселенского патриарха «прекратить вмешательство во внутренние дела Украинской Православной Церкви и не нарушать её канонической территории».

### Отношение Московского патриархата
8 сентября 2018 года было обнародовано заявление Священного синода Русской православной церкви, в котором он выразил «решительный протест и глубокое возмущение» в связи с назначением Константинопольским патриархатом архиепископа Памфилийского Даниила (Зелинского) и епископа Эдмонтонского Илариона (Рудника) экзархами Константинопольского патриархата в Киеве. 14 сентября во внеочередном заседании Священный синод Русской православной церкви, имев суждение об «ответных действиях в связи с назначением Константинопольским патриархатом своих „экзархов“ в Киев в рамках принятого Синодом этой Церкви „решения о предоставлении автокефального статуса Православной Церкви в Украине“», постановил: «1. Приостановить молитвенное поминовение патриарха Константинопольского Варфоломея за богослужением. 2. Приостановить сослужение с иерархами Константинопольского патриархата. 3. Приостановить участие Русской Православной Церкви во всех Епископских собраниях, богословских диалогах, многосторонних комиссиях и других структурах, в которых председательствуют или сопредседательствуют представители Константинопольского патриархата. 4. Принять заявление Священного Синода в связи с антиканоническими действиями Константинопольского патриархата в Украине».
В заседании 15 октября 2018 года Синод РПЦ, имев суждение «об антиканонических действиях Константинопольского Патриархата, вступившего в общение с раскольниками на Украине и посягающего на каноническую территорию Русской Православной Церкви», постановил: «1. Ввиду продолжающихся антиканонических действий Константинопольского Патриархата признать невозможным дальнейшее пребывание с ним в евхаристическом общении. <…> 3. Просить Патриарха Московского и всея Руси Кирилла информировать Собратьев-Предстоятелей Поместных Православных Церквей о позиции Русской Православной Церкви в связи с угрозой разрушения единства мирового Православия и призвать их к совместному поиску путей выхода из создавшейся тяжелой ситуации». В заявлении Священного синода сообщалось, что «до отказа Константинопольского Патриархата от принятых им антиканонических решений для всех священнослужителей Русской Православной Церкви невозможно сослужение с клириками Константинопольской Церкви, а для мирян — участие в таинствах, совершаемых в её храмах».
По завершении заседания Синода РПЦ 15 октября председатель отдела внешних церковных связей Московского патриархата митрополит Иларион (Алфеев) пояснил на брифинге для журналистов: «Это вынужденное решение, но иного решения наш Священный Синод не мог принять, поскольку к этому вела вся логика последних действий Константинопольского Патриархата. <…> Киевская митрополия, которая в 1686 году вошла в состав Московского Патриархата, территориально не совпадала с нынешней Украинской Православной Церковью — она была значительно меньше. Туда не входили такие территории, как Донбасс, юг Украины, Одесса и многие другие области. То есть решение „аннулировать“ акт 1686 года и попытка представить дело так, будто бы на протяжении всех этих трёхсот с лишним лет вся территория Украины находилась в составе Константинопольского Патриархата, полностью противоречат исторической правде <...> В практическом плане это решение означает, что мы не сможем совершать совместные богослужения с Константинопольским Патриархатом, наши архиереи и священники не смогут участвовать в совершении Литургии совместно с иерархами и священниками Константинопольского Патриархата, а миряне не смогут причащаться в храмах Константинопольского Патриархата».
В то же время пресс-секретарь Московского патриарха священник Александр Волков сообщил, что разрыв отношений означает, что до изменения позиции Константинопольской церкви или пересмотра своей позиции Русской церковью члены РПЦ «не смогут участвовать в богослужениях, причащаться, молиться в храмах Константинопольского патриархата, принимать участие в других таинствах». Волков также отметил, что «Афон является канонической территорией Константинопольского патриархата со всеми вытекающими отсюда последствиями».
Подписание 3 ноября 2018 года соглашения о сотрудничестве и взаимодействии Украины со Константинопольским патриархатом вызвало резкую критику со стороны председателя отдела внешних церковных связей Московского патриархата митрополита Илариона, который, в частности, сказал: «Выполняя заказ из-за океана, направленный на ослабление и расчленение единой Русской Церкви, Патриарх Варфоломей спешит выполнить этот заказ, пока не изменилась политическая конъюнктура и пока у власти в Украине находится нынешний президент. Для президента же чаемый томос — спасительная соломинка, которая, как он верит, позволит ему сохранить власть на второй срок. Только не получится ли, что бумага будет выписана, а народ её не примет? И не станет ли ожидаемая победа пирровой?».
17 октября 2019 года в ответ на положительное решение архиерейского собора Элладской церкви по вопросу автокефалии Священный синод Русской православной церкви постановил прекратить молитвенное и евхаристическое общение с теми архиереями Элладской церкви, которые вступили или вступят в таковое общение с представителями ПЦУ и не благословил совершение паломнических поездок в епархии, управляемые этими архиереями.

### Реакции других православных церквей
Признание
До провозглашения автокефалии в её поддержку, помимо непосредственно Константинопольского патриархата, однозначно выступили входящие в её состав самоуправляемые Украинская православная церковь в США, Украинская православная церковь в Канаде (в лице Постоянной конференции Украинских православных епископов за пределами Украины) и автономная Эстонская апостольская православная церковь (в лице митрополита Стефана (Хараламбидиса)). Также автокефалию поддержали неканонические Белорусская автокефальная православная церковь (в лице администратора БАПЦ, архиепископа Святослава (Логина)) и Черногорская православная церковь (в лице митрополита Михайла (Дедеича)).
Архиерейский собор Элладской церкви на своём заседании 12 октября 2019 года, заслушав доклад архиепископа Афинского и всея Эллады Иеронима II, который предложил признать «автокефалию Православной Церкви независимой Украинской республики», принял решение ратифицировать решение Постоянного синода и данное предложение, а именно, признать «каноническое право Вселенской патриархии даровать автокефалию, равно как и привилегию Предстоятеля Церкви Греции далее заниматься вопросом признания Церкви Украины».
Александрийский патриархат: 8 ноября 2019 года патриарх Александрийский и всей Африки Феодор II впервые помянул митрополита Епифания в качестве предстоятеля ПЦУ во время литургии в Каире. В письме к членам Александрийской патриархии он написал: «Подробно обсудив вопрос лично с каждым из вас, по зрелом размышлении и многих молитвах <…> мы пришли к решению признать Автокефалию Православной Церкви Украины и её Предстоятеля Блаженнейшего господина Епифания, ибо настало время»
Предстоятель Кипрской церкви архиепископ Хризостом II на встрече с послом Украины 9 января 2019 года сказал, что каждое государство имеет право на автокефалию; но, согласно сообщению сайта Romfea.gr, отметил, что вопрос зависит от украинского народа, а в данный момент он не видит этого в украинском народе, и добавил, что не поминает и не намерен поминать митрополита Епифания за литургией, равно как и приглашать его посетить Кипр. Хризостом II дважды опровергал заявления украинских властей о признании «украинской автокефалии» и отметил, что он категорически отклонил предложение принять на Кипре главу ПЦУ Епифания, подчеркнув, что не поминал его за Божественной литургией и не будет поминать. Однако 24 октября 2020 года Хризостом II впервые помянул на литургии митрополита Епифания в числе предстоятелей поместных православных церквей, а 25 ноября Священный синод Церкви Кипра Церкви большинством голосов (10 против 7) решил не возражать против этого решения.
Критика и непризнание
11 октября 2018 года в послании патриарху Московскому и всея Руси Кириллу предстоятель Православной церкви Чешских земель и Словакии митрополит Ростислав сообщил, что признаёт единственного канонического предстоятеля Украинской православной церкви — митрополита Киевского Онуфрия, и заявил, что «любая попытка легализовать украинских раскольников со стороны государственной власти должна быть решительно осуждена всеми предстоятелями поместных православных церквей».
В ноябре 2018 года Архиерейский собор Сербской православной церкви постановил, что «Константинопольский Патриархат принял не основанное на канонах решение реабилитировать и признать епископами двух лидеров раскольнических группировок на Украине — Филарета (Денисенко) и Макария (Малетича) вместе с их епископатом и клиром», и заявил, что Собор Сербской церкви «не принимает литургического и канонического общения с ними и их сторонниками». Участники Собора обратились к Константинопольскому патриархату и всем остальным поместным церквям с предложением рассмотреть вопрос об автокефалии на Всеправославном соборе.
15 ноября 2018 года Архиерейский собор Польской православной церкви запретил клиру Польской православной церкви входить в литургическое и молитвенное общение с представителями Украинской православной церкви Киевского патриархата и Украинской автокефальной православной церкви и призвал к совместному собранию предстоятелей всех православных церквей «дабы вместе, в духе евангельской любви, смирения и взаимопонимания, сохраняя догматическое и каноническое учение, а также взаимное уважение, прийти к мирному разрешению вопроса разделенного православия на украинской земле». Предстоятель Польской православной церкви Митрополит Варшавский и всей Польши Савва 31 декабря 2018 года в своём письме Константинопольскому патриарху сообщил о непризнании так называемого «Объединительного собора» и решения Константинопольского патриарха о снятии прещения с Филарета. Епифаний для Польской православной церкви является светским человеком.
15 декабря 2018 года епископ Болгарской православной церкви митрополит Видинский Даниил назвал объединительный собор в Киеве неканоническим. По его мнению, действия Варфоломея неканоничны, поскольку он посягнул на чужую каноническую территорию.
31 декабря 2018 года предстоятель Антиохийского патриархата патриарх Иоанн X, в ответ на письмо патриарха Варфоломея, извещающее о событиях, связанных с предоставлением автокефалии Украинской церкви, сообщил Константинопольскому патриарху, что лучше всего приостановить и отложить этот процесс, так как «неразумно прекращать раскол ценой единства православного мира», и выступил за всеправославное решение по этому вопросу. Это письмо было опубликовано после предоставления томоса об автокефалии Православной церкви Украины.
Иная реакция
Глава Албанской православной церкви, архиепископ Анастасий в письме патриарху Московскому и всея Руси Кириллу 10 октября 2018 года заявил, что после дарования Константинопольским патриархатом автокефалии Украинской церкви «противоборствующие группировки сохранят свою индивидуальность и сплоченность» и вместо единства православных на Украине появляется опасность «разрушения единства Православия в ойкумене». Этим мнением он поделился с Вселенским патриархом ранее при встрече в июле. Также в этом письме архиепископ Анастасий отмечал, что «„всеправославный собор“ по украинскому вопросу <...> после разрыва общения Церкви России со Вселенским патриархатом стал крайне затруднительным». Его же письмо 7 ноября 2018 года гласило: «последнее решение Церкви России также вызывает серьёзную озабоченность. Немыслимо, чтобы святая Евхаристия — наивысшее таинство безграничной любви и глубочайшего уничижения Христа — использовалась в качестве оружия одной Церковью против другой. Возможно ли, чтобы решение и указ священноначалия Церкви России отменяли действие Святого Духа в православных храмах, что служат в юрисдикции Вселенского Патриархата? Возможно ли, чтобы Божественная Евхаристия, совершаемая в храмах Малой Азии, Крита, Святой Горы и повсюду на земле, теперь была недействительна для русских православных верующих? <…> Свидетельствуем, что невозможно согласиться с таковыми решениями. <…> Насколько бы ни были серьёзны накопившиеся вопросы юрисдикций, они никоим образом не должны становиться причиной схизмы где бы то ни было в православном мире». Эти письма были обнародованы Церковью Албании в связи с публикациями выборочных отрывков в российских СМИ, причем некоторые сайты публиковали статьи с «манипулятивными заголовками», датами и «произвольными оценками».
27 декабря 2018 года, после завершения заседания Священного Синода Грузинской православной церкви, митрополит Цилканский Зосима (Шиошвили) заявил, что Грузинский патриархат, предположительно, поддержит автокефалию Украинской православной церкви, а митрополит Потийский Григорий (Бербичашвили) раскритиковал власти страны за то, что они до сих пор не поздравили Украину с автокефалией, заявив при этом: «автокефалия украинской церкви является водоразделом между прошлым и будущим. […] Если страх ослепит нас и мы встанем на неверном пути, несомненно, мы будем отделены от свободного мира и надолго будет забыта желанная многими поколениями свобода и независимость». 1 февраля 2019 года после высказывания митрополита Илариона Алфеева о том, что большинство архиереев Грузинской православной церкви «понимают, чем грозило бы Грузинской православной церкви признание автокефалии Православной церкви Украины», было опубликовано заявление Патриархии Грузии, в котором сообщалось, что митрополит Иларион «неясно говорил об опасностях, которые ожидают церковь Грузии» и «двусмысленность, оставленная в интервью, естественно, приобретает содержание угрозы».
18 апреля 2019 года, обсудив в ходе совещания в Никосии предоставление автокефалии Православной церкви на Украине, Александрийский, Антиохийский и Иерусалимский патриархи поддержали высказанную Кипрским архиепископом Хризостомом II посредническую инициативу, которую он предпринял в споре Константинопольского и Московского патриархатов, и призвали все стороны сотрудничать для достижения евхаристического единства Церкви и защиты верующих, храмов и монастырей от нападений и всякого рода насилия.

### Позиции иностранных правительств и международных организаций
С призывом о предоставлении автокефалии выступил Всемирный конгресс украинцев. О поддержке и уважении «стремления православных Украины к автокефалии» заявили официальные представители США (посол по особым поручениям по вопросам международной религиозной свободы, Государственный департамент).
С критикой идеи украинской автокефалии выступили официальные представители Общественной палаты Союзного государства России и Белоруссии и лидеры самопровозглашённых ДНР и ЛНР.

#### Оценка и позиция руководства России
С апреля 2018 года официальные заявления о негативном отношении к идее автокефалии православной церкви на Украине сделал ряд высших должностных лиц и учреждений Российской Федерации: пресс-секретарь президента, Государственная дума, министерство иностранных дел.
12 октября 2018 года пресс-служба президента России сообщила, что положение Русской православной церкви на Украине стало предметом обсуждения на оперативном совещании президента с постоянными членами Совета Безопасности, а пресс-секретарь президента России Дмитрий Песков заявил, что Кремль поддерживает позицию РПЦ, и сказал: «В случае, если развивающиеся события войдут в русло противоправных действий, то, конечно, как Россия везде защищает интересы русских и русскоговорящих, то так же, и об этом неоднократно говорил Путин, Россия защищает интересы православных». На уточняющий вопрос, какими методами будет действовать Россия, Песков ответил: «исключительно политико-дипломатическими».
30 октября 2018 года, по сообщению МИД Греции, посол России в Греции Андрей Маслов на встрече с замминистра внутренних дел Греции Маркосом Боларисом (Μάρκος Μπόλαρης) передал тому заявление Московского патриархата, где в связи с украинской автокефалией предупреждалось об «опасных последствиях» на Украине.
6 ноября 2019 года, после переговоров с главой МИД Греции Никосом Дендиасом, министр иностранных дел России Сергей Лавров заявил, что, по его мнению, за признанием ПЦУ стоят усилия правительства США, в частности, лично госсекретаря США Майкла Помпео.
26 ноября 2020 года посол России на Кипре Станислав Осадчий, реагируя на признание ПЦУ Кипрской церковью, в интервью Кипрскому новостному агентству заявил, что действия Вселенского патриарха Варфоломея неприемлемы, пояснив: «Считаем, что Варфоломей нарушил каноны Православной Церкви, действовал односторонне и не консультировался с другими Православными Церквами по данному вопросу».
18 января 2021 года министр иностранных дел России Сергей Лавров, отвечая на вопрос прессы о перспективах отношений РФ с Грецией и Кипром, обвинил в попытках подорвать их руководителей США, которые, по его словам, «заставили Вселенского патриарха Варфоломея пойти по пути раскола, подрыва многовековых традиций православного христианства, по пути того, что называется в православии „папизмом“».